# III. Paserienptah
(III.) Paserienptah (p3-šrỉ-n-ptḥ, 'Ptah fia') (i. e. 90. november 4. – i. e. 41. július 13./14.) ókori egyiptomi főpap, Ptah memphiszi főpapja i. e. 76 és i. e. 41. között. Két sztéléje maradt fenn, az egyik az Ashmolean Museumban (Ash. M. 1971/18) található hieroglif írású sztélé, a másik ennek démotikus változata a British Museumban (BM 886). Utóbbiból csak hét töredék maradt fenn.
Sztéléi felirata szerint II. Pedubaszt főpap és Heranh-Beludzse fiaként született X. Ptolemaiosz 25. uralkodási évében (i. e. 90). Apai nagyapja II. Paserienptah főpap, apai nagyanyja Bereniké, aki talán VIII. Ptolemaiosz fáraó lánya volt. Tizennégy évesen, i. e. 76-ban lett főpap. Említi, hogy a szed-ünnepen fontos szerepet játszott. Beszámol alexandriai látogatásáról, ahol a király egy Ízisz tiszteletére rendezett szertartáson vett részt, majd a király memphiszi látogatásáról, majd fia születéséről, melyért ő és felesége, Taimhotep az óbirodalom idején élt és később évezredeken át istenként tisztelt Imhotephez fohászkodtak.
A sztélé számos címét felsorolja: örökös herceg; Alsó-Egyiptom királyi pecsétőre; az egyetlen társ; az isteni atya; az isten kedveltje; 'szem'-pap; Ptah szolgája; a Fehér Falak [Memphisz temploma] isteneinek papja; Ozirisz nagy istennek, Roszetau urának prófétája; az isten könyvének írnoka; az isten pecsétjének írnoka Ptah birtokán; a könyvtár prófétája; a per-duat prófétája; Ptah írnoka; a szikomorfa úrnőjének [=Hathor] írnoka; Ptah-Tatjenen írnoka; Básztet, Anh-taui úrnőjének írnoka, Szerapisz, az alexandriai Ozirisz és az ő hegyén lévő Anubisz írnoka; Imhotep írnoka; Ptah fia; Banebdzsed fia; első a király tavában; Egyiptom nemese; Felső-Egyiptom királyának szeme; Alsó-Egyiptom királyának füle; ki szívében vágyat őriz birtoka istene iránt; kit a király jobban szeret az ő kedvencénél; nagy szeretetű minden ember szívében; a Két Föld Urának első prófétája; a király hivatalnoka templomaiban; második a király után a dzsed-oszlop felállításánál; bizalmas ügyek felügyelője Roszetauban; bizalmas ügyek felügyelője Alexandria nekropoliszában; bizalmas ügyek felügyelője a megszentelt földön; bizalmas ügyek felügyelője az ő urát rejtő fekete nekropoliszban; bizalmas ügyek felügyelője Ptah birtokán; kinek betekintése van az éggel, földdel és alvilággal kapcsolatos titkos iratokba; minden istenek prófétáinak felügyelője; ki művelt a Két Föld templomai kultuszainak menetében; ki az ősi alsó-egyiptomi Khemmisz megváltásáért küzd; ki látja a nagy istent, aki uralkodójának született; ki zenével megbékíti vad úrnőjét; a kézművesek elöljárója, Paserienptah, az igaz hangú, fia az azonos foglalkozású kézművesek elöljárójának, Pedubasztnak, az igazhangúnak, és a hatalmas Ptah, a templomkörzetétől délre lévő, Anh-taui ura szép szisztrumjátékosának, Heranhnak, az igazhangúnak.
I. e. 65-ben született egy Heredanh nevű leánya (meghalt i. e. 44-ben). I. e. 58. július 25-én vette feleségül a tizennégy éves Taimhotepet, akitől először három lánya született – Bereniké (i. e. 56/55–i. e. 33), Heranh-Beludzse és Her'an-Tapedubaszt –, majd egy fia, Imhotep-Pedubaszt (i. e. 46–i. e. 30), aki később követte a főpapi székben, de fiatalon meghalt. Paserienptah negyvenkilenc évesen hunyt el, egy évvel felesége halála után. VII. Kleopátra uralkodásának 12. évében temették el, i. e. 41. október 1-jén.